# ستون مهره‌ها
ستون مُهره‌ها یا ستون فَقَرات (نام‌های دیگر: مازه، صُلب، تیره، ستون پشتی) بخشی از اسکلت محوریست. ستون مهره‌ها از مشخصه‌های مهره‌داران است که در آن نوتوکوردی (طناب پشتی) (میله انعطاف‌پذیری که ترکیبی یکپارچه دارد) که در تمام طناب‌داران یافت می‌گردد، با دنباله‌ای از قطعات استخوانی جایگزین شده‌است، یعنی مهره‌ها توسط دیسک‌های بین‌مهره‌ای از هم جدا شده‌اند. ستون مهره‌ها، جایگاه مجرای نخاعیست، حفره‌ای که از نخاع محافظت می‌کند.
در حدود ۵۰٬۰۰۰ گونه جانوری، دارای ستون مهره‌ها اند. از بین این‌ها، ستون مهره‌ها انسان بیشتر از همه مورد مطالعه قرار گرفته‌است.

## ستون مهره
ستون مهره‌ها، محور مرکزی بدن را تشکیل داده و در عقب ناحیهٔ تنه و در خط وسط قرار دارد و از قاعدهٔ جمجمه شروع می‌شود و در تمامی طول گردن و طول تنه امتداد دارد. در کودکان تعداد مهره‌های ستون مهره‌ها، ۳۳ عدد است که در بالغین پنج تای ما قبل آخر بهم جوش خورده و استخوان خاجی را تشکیل می‌دهند و ۴ مهرهٔ آخر نیز به‌هم جوش خورده، استخوان دنبالچه را به‌وجود می‌آورند؛ بنابراین، تعداد مهره‌ها در افراد بالغ به ۲۴ قطعه تقلیل می‌یابد.
از ۲۴ مهرهٔ آزاد، ۷ عدد مهره‌های گردنی، ۱۲ عدد مهره‌های پشتی و ۵ عدد مهره‌های کمر را تشکیل می‌دهند. مهره‌هایی که در ساختار قفسه سینه شرکت دارند. ۱۲ عدد مهره‌های پشتی هستند. مهره‌ها دارای شکل مشابهی هستند، تنه مهره که در جلو واقع شده، استوانه‌ای شکل است. قوس مهره که در عقب قرار دارد و با تنه مهره تشکیل سوراخ مهره را می‌دهد. مجموع سوراخ‌های مهره‌ای، مجرای مهره‌ای نامیده می‌شود که در آن نخاع جای دارد. این مجرا در بالا به‌وسیله سوراخ استخوان پس سری به تمام دنده‌های قفسه سینه به ۱۲ عدد مهره‌های پشتی ستون مهره‌ای، متصل هستند.

## کمر
ناحیه‌ای از تنه که از بالا محدود به یک سطح افقی است که از کنار تحتانی دوازدهمین زوج دنده‌های قفسهٔ سینه می‌گذرد و از پایین محدود به سطحی افقی می‌شود که از تاج خاصره مرور می‌کند. ناحیهٔ کمری که معمولاً به نام کمر خوانده می‌شود، در قسمت جلو محدود به سطح داخلی تنه‌های مهرهٔ کمری است که در پشت امعاءو احشاء در ناحیهٔ شکم قرار دارند و از قسمت خارج یا خلف، عضلهٔ خارجی کمری و پوست بدن در این قسمت آن را محدود کرده‌است.

## ساختمان یک مهرۀ معمولی
هر مهره از یک بخش قدامی (تنه) و یک بخش خلفی (قوس مهره‌ای) ساخته شده و سوراخ مهره‌ای در بین این دو بخش قرار دارد در مجموع هر مهره از قسمت‌های زیر تشکیل شده‌است:
- تنه مهره: دارای پنج سطح فوقانی، تحتانی، خلفی و طرفی است. سطح خلفی، حد قدامی کانال نخاعی را می‌سازد و سطح فوقانی و تحتانی محل قرارگیری دیسک بین مهره‌هاست. تنه مهره در تحمل وزن بدن شرکت می‌نماید.
- قوس مهره‌ای که از نخاع محافظت می‌کند و از قسمت‌های زیر تشکیل شده‌است.

1. یک جفت پایه (Pedicle) که قسمت‌های قدامی طرفی قوس مهره‌ای را تشکیل می‌دهد.
2. یک جفت تیغه (Laminae) که قسمت‌های خلفی قوس مهره‌ای را به وجود می‌آورند.

۳. هفت زایده که شامل ۴ زایده مفصلی (۲ تا فوقانی و ۲ تا تحتانی)، دو زایده عرضی و یک زایده شوکی می‌باشد.

کالبدشناسی مهره

## دیسک‌های بین مهره‌ای
به علت اینکه بین مهره‌ها یک بالشتک قابل ارتجاع یا همان دیسک قرار دارد، ستون مهره‌ها توانایی خم شدن جانبی و چرخش به طرفین را دارا می‌باشد. هر دیسک دارای ساختمان پهن و صافی می‌باشد که در وسط آن ماده ژله مانند به نام هسته دیسک (نوکلئوس) و در اطراف آن نیز رشته‌های لیفی به نام آنولوس قرار دارد. درحقیقت هسته بخش مرکزی و آنولوس قسمت محیطی دیسک را تشکیل می‌دهد. از وظایف مهم هر دیسک که بین دو مهره قرار می‌گیرد، جذب انرژی جهت کاهش فشار به ستون مهره‌ها می‌باشد. دیسک‌ها در برابر فشارهای شدید و فشارهایی ناشی از بلند کردن اجسام سنگین، آسیب‌پذیر بوده و این صدمه می‌تواند در هر دو بخش محیطی و مرکزی ایجاد گردد.

## سطوح مفصلی مهره‌ها
مهره‌ها توسط مفصل‌های کوچکی به یکدیگر متصل می‌شوند. این مفصل‌ها بر اثر فشار یا ساییدگی آسیب می‌بینند و ممکن است بر روی آن قسمت‌های صدمه دیده استخوان مهره دچار تورم شده و باعث شود که بر روی اعصاب اطرافش فشار وارد آید.

## فرگشت ساختار ستون مهره‌ها در جانوران
جانوران دو گروه هستند: بی‌مهرگان (Invertebrate) و طنابداران (Chordata). طنابدارن خود شامل ۲ گروه هستند: طنابداران اولیه و طنابداران عالی یا مهره‌داران (Vertebrate).
ستون مهره‌ها در طنابدارن اولیه: نوتوکورد یک میله اسکلتی اولیه‌است که در سطح پشتی طنابداران اولیه ظاهر شده و از صفحات پهن شده‌ای تشکیل شده‌است که شامل سلوم‌های بزرگ است. این سلوم ترشحات ژلاتینی تولید می‌کنند که همانند غلافی در اطراف این سلوم‌ها قرار می‌گیرند و نوتوکورد حالت مقاوم پیدا می‌کند. به این ترتیب نوتوکورد به صورت میله باریک، انعطاف‌پذیر، نرم و مقاومی است که در قسمت پشتی جانور کشیده شده و شکل ابتدایی ستون مهره‌ها را ایجاد می‌کند.
ستون مهره‌ها در ماهیان: نوتوکورد در مهره‌داران جای خود را به ستون مهره‌ها غضروفی یا استخوانی می‌دهد. ستون مهره‌ها که در ماهی‌های غضروفی از جنس غضروف و در ماهی‌های استخوانی از جنس استخوان است از مهره تشکیل شده‌است. هر مهره دارای یک جسم مهره‌ای است. در سطح پشتی هر مهره یک کمان عصبی دیده می‌شود. هر جسم مهره‌ای از ۴ قطعه ساخته شده‌است که قطعات فوقانی کمان‌های عصبی را ایجاد می‌کند؛ و قطعات پایین حامل دو جفت زایده هستند که دنده‌ها را ایجاد می‌کنند.
ستون مهره‌ها در دوزیستان: در دوزیستان ستون مهره‌ها از مهره‌های جدا از هم تشکیل شده‌اند. مناطق مختلف در ستون مهره‌هایشان متمایز شده‌است. شامل مهره‌های گردن، پشت، ناحیه کمری، ناحیه خاجی و ناحیه دمی. در ناحیه گردن فقط یک مهره به نام «اطلس» وجود دارد.
ستون مهره‌ها در خزندگان و پرندگان: در خزندگان، اسکلت طرح عمومی مشابه دوزیستان را دارد. ناحیه گردن توسعه یافته و دارای دو تا مهره گردن به نام اطلس و آسه‌است. اتصال مهره‌های ستون مهره‌ها طوری است که بتواند وزن سنگین جانور را تحمل کند. در پرندگان، ساختار ستون مهره‌ها نسبت به خزندگان تغییر زیادی نکرده‌است.
ستون مهره‌ها در پستانداران: در پستاندارن به خصوص انسان، ستون مهره‌ها بسیار تحول یافته‌است؛ که شامل ۷ مهره گردنی، ۱۲ مهره پشتی، ۵ مهره کمری، یک استخوان دنبالچه و یک استخوان خاجی شده‌است.

## شبکۀ اعصاب
سیستم عصبی را می‌توان به نحوی به شبکه تلفن‌ها تشبیه نمود زیرا از طریق آنها، پیام عصبی از مغز به سراسر بدن متصل شده و از همین طریق نیز به مغز بر می‌گردد. پیام‌هایی که از مغز به سمت پایین می‌آیند باعث می‌شوند که ماهیچه‌ها منقبض شده و در نتیجه بر روی حرکاتی از بدن همچون راه رفتن، کنترل صورت گیرد. پیام‌هایی که از پایین به بالا و به سمت مغز می‌روند حامل حس‌هایی مانند لمس و درد می‌باشند.

## نخاع
یک دسته از بافت عصبی که اصطلاحاً به آن  نخاع گفته می‌شود، از طریق مجرا یا کانالی که در داخل مهره‌ها وجود دارد، از مغز به سمت پایین می‌آید. ریشه‌های عصبی از نخاع خارج شده و مسافتی کوتاه در کانال را طی می‌کنند، سپس از هر سمت مهره (چپ و راست) یک عصب خارج می‌شود تا قسمت مربوط به خودش (تنه، دست‌ها یا پاها) را عصب‌رسانی کند.

## بهداشت
برای بهداشت ستون مهره‌ها بهتر است هنگام راه رفتن و نشستن، مهره‌ها درست و صاف بر یکدیگر سوار باشند و قوز نکنیم و اگر عادت قوز کردن داریم، آن را ترک کنیم. اندام صاف و خم نشده، نقش بسیار زیادی در زیبایی، حس اقتدار و اعتماد به نفس دارد. ورزش‌های کششی، یوگا و شنا نیز پیشنهاد می‌شود.

## آسیب‌های پشت
چون نخاع حامل پیام‌های حسی و حرکتی بدن است در صورت آسیب رسیدن به آن، این ارتباط ممکن است صدمه دیده و منجر به از دست دادن یا تغییر حس، ایجاد درد و ضعف حرکتی شود. این اتفاق ممکن است که به‌دنبال یک تصادف شدید بروز کرده (قطع نخاع) و منجر به فلج شدن افراد می‌گردد. تعداد اندامهایی که در این موارد فلج می‌شوند بستگی به محل آسیب نخاعی دارد. اگر صدمه به طناب نخاعی در ناحیه گردن رخ دهد، فلج و از دست دادن حس می‌تواند هم در دست‌ها و هم در پاها ایجاد شود. با اینحال اگر آسیب در طناب نخاعی در قسمت‌های پایین‌تر سینه‌ای یا کمری رخ دهد (در زیر سطح بازوها)، فقط عضلات پاها دچار مشکل خواهند شد. در اکثر مشکلات پشت بدن، اعصابی که از طناب نخاعی خارج می‌شوند آسیب می‌بینند اما خود طناب نخاعی معمولاً کمتر آسیب می‌بینند.
در اثر صدمات مستقیم به لیگامانها، تاندونها، مفصلها و سایر ساختمان‌هایی که در مهره یا اطراف آن قرار دارد، درد می‌تواند فقط در همان قسمت پشت ایجاد گردد، اما به علت اینکه همان اعصابی که این بافت‌ها را عصب‌رسانی می‌کنند همچنین پاها را نیز از نظر عصبی تغذیه می‌نمایند، بیماران ممکن است در پاهایشان هم درد ایجاد شود و آن‌ها اینطور فکر کنند که مشکل اصلی درپاها است، در حالیکه علت اصلی را باید در مهره‌های کمری جستجو نمود.
بعلاوه، ممکن است فشار وارد آمده بر روی اعصاب، همچنین تولید درد، تغییر در حس و ضعف عضلات پاها نماید. واضح است که پشت انسان دارای ساختمان پیچیده‌ای است. وقتی صدمه‌ای وارد می‌شود، به دلایل مختلفی پشت درد می‌تواند رخ دهد. خوشبختانه اکثر حملات پشت درد یا کمر درد، بدون اینکه نیازی به بررسی‌های بیشتری باشد، بهبود می‌یابند؛ بنابراین به‌طور کلی برای پیدا کردن علت واقعی بروز کمردرد حاد، نیازی به انجام آزمایش‌ها و بررسی‌های پیچیده وجود ندارد. با اینحال وقتی علایم خیلی شدید بوده و به مدت زیادی (بیش از شش هفته) طول بکشند، پیدا کردن علت بروز آن‌ها اهمیت ویژه‌ای دارد. اما در بعضی از ضربات شدید به کمر دچار درد شدیدی بوده اما این درد بعد از گذشت حتی یک سال ادامه دارد که از ستون مهره‌ها نیست بلکه از توازنی است که بین ماهیچه‌های پشتی ایجاد شده‌است. برای درمان این درد بایستی از ورزش‌های مفید با کمک گرفتن از پزشک استفاده شود.

## دیگر جانوران

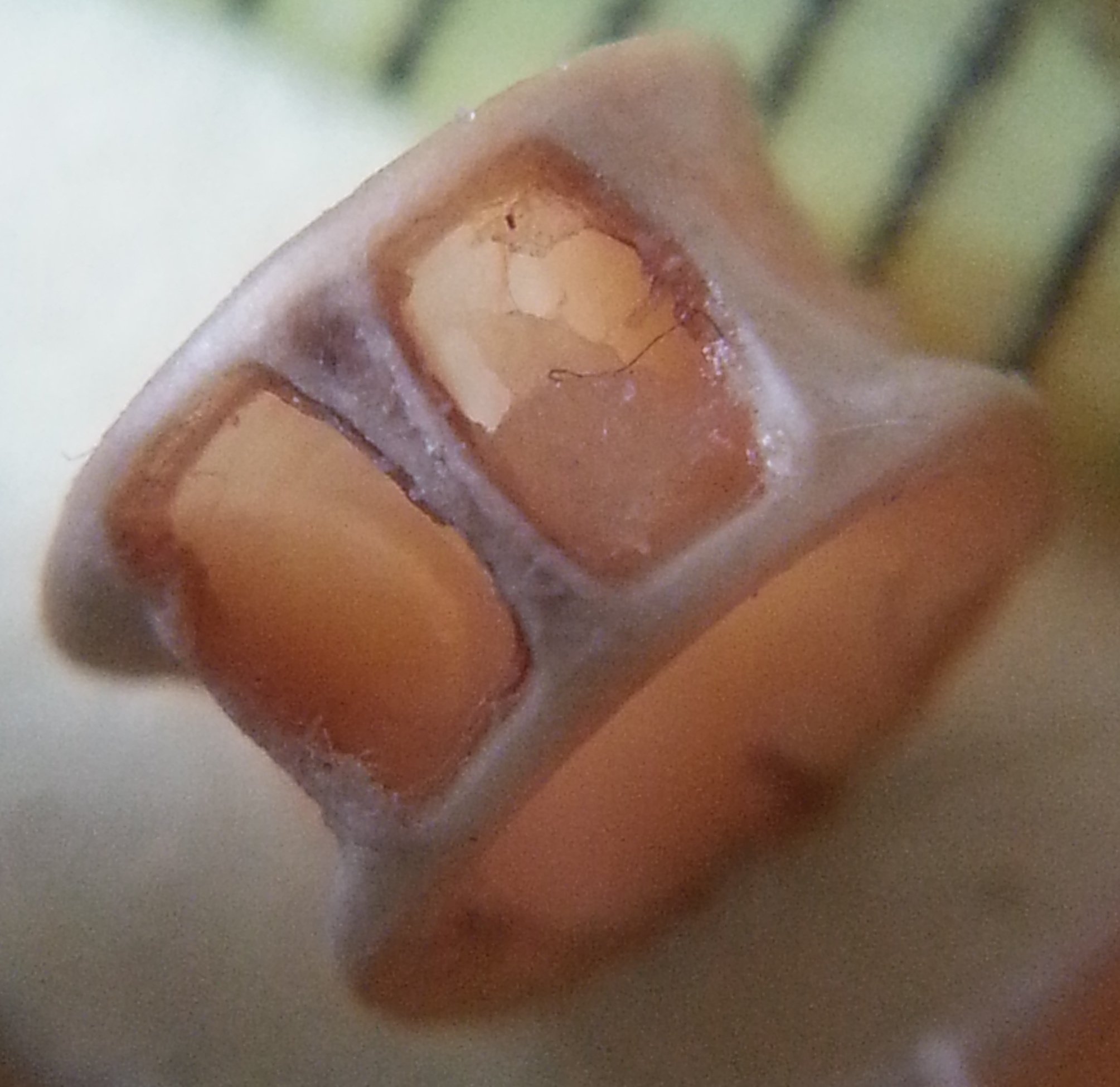
مهره ماهی با قطر ۵ میلیمتر

### تغییرات در مهره‌ها
ساختار مهره‌ها در جانوران مختلف به طور کلی شبیه به انسان است و شامل یک مرکز (بدن)، قوس‌های بالا و پایین (عصبی و همال) و فرآیندهای متنوع (عرضی، دیاپوفیز، پاراپوفیز و زیگاپوفیز) است. در ماهی ها، خزندگان، پرندگان خاص، دایناسورها و پستانداران دم دراز، قوس همال در زیر مرکز در مهره های دم قرار دارد. مركز مهره‌ها با آمیختگی عناصرشان طبقه‌بندی می‌شوند، به طوری كه تمنواسپوندیل‌ها دارای فرآیند خاردار، پلورسانتروم و استخوان‌سازی بین‌سانتری هستند، در حالی كه عناصر ذوب‌شده نشان‌دهنده هولوسپوندی هستند. این ساختارها سفتی، مفصل دهی دنده و نقاط اتصال ماهیچه را فراهم می کنند.
مهره را می توان بر اساس شکل انتهای مرکز آن توصیف کرد. مرکز با انتهای مسطح آکوئل است که در توزیع نیروهای فشاری موجود در پستانداران موثر است. مهره های آمفیکوئل دارای انتهای مقعر هستند که در ماهی ها رایج است و حرکت محدودی دارد. مهره‌های پروکوئلوس در قسمت قدامی مقعر و محدب خلفی هستند که در قورباغه‌ها و خزندگان مدرن یافت می‌شوند. مهره های اپیستوکولوس دارای تحدب قدامی و تقعر خلفی هستند که در سمندرها و دایناسورهای غیر پرندگان دیده می شود. مهره های هتروکولوس دارای سطوح زینی شکل هستند که امکان حرکت خمشی جانبی و عمودی گسترده را فراهم می کند که در لاک پشت ها و پرندگان یافت می شود. علاوه بر این، اسب‌های عرب ممکن است یک مهره و یک جفت دنده کمتر داشته باشند که در کره‌ها با نژاد مختلط ناپدید می‌شود .

### مهره‌های منطقه‌ای
مهره ها بر اساس محل قرار گرفتنشان در ستون مهره ها طبقه بندی می شوند. مهره های گردنی در ناحیه گردن یافت می شوند و تعداد آنها از یک در دوزیستان تا هفت در بیشتر پستانداران متغیر است . مهره های پشتی، که از پایین گردن تا بالای لگن را در بر می گیرند، بیشتر به عنوان مهره های سینه ای (به دنده ها متصل شده اند) یا مهره های کمری (به دنده ها متصل نیستند) طبقه بندی می شوند. مهره های خاجی در ناحیه لگن قرار دارند و می توانند از یک تا پنج عدد متغیر باشند که اغلب در یک ساختار منفرد به نام ساکروم در پستانداران ترکیب می شوند. سینساکروم یک ساختار ذوب شده مشابه است که در پرندگان یافت می شود و از مهره های خاجی، کمری و برخی از مهره های سینه ای و دمی و همچنین کمربند لگنی تشکیل شده است. مهره‌های دمی دم را تشکیل می‌دهند و می‌توانند به دمچه در پرندگان یا استخوان دنبالچه یا دم در شامپانزه‌ها و انسان‌ها تبدیل شوند.

### ماهیان و دوزیستان
ساختار مهره ماهیان لوب باله از سه عنصر استخوانی تشکیل شده است: قوس مهره ای، پلورسنتروم و بین مرکزی که از طناب نخاعی و نوتوکورد محافظت می کند. در خط تکاملی منتهی به خزندگان، مرکز میانی تا حدی یا به طور کامل با یک پلورسانتروم بزرگ شده جایگزین شد و به جسم استخوانی مهره تبدیل شد. در ماهی‌های پرتو پرتو، این ساختارها در یک تکه استخوان جامد، شبیه بدن مهره‌ای پستانداران، ذوب می‌شوند. دوزیستان زنده دارای یک قطعه استخوانی استوانه ای شکل در زیر قوس مهره ای هستند که هیچ عنصر جداگانه ای ندارد.
ماهی های غضروفی مانند کوسه ها دارای ساختار مهره ای دو لوله ای هستند. لوله بالایی شامل قوس های مهره ای و ساختارهای غضروفی اضافی است که یک غلاف پیوسته در اطراف نخاع تشکیل می دهد. لوله تحتانی، اطراف نوتوکورد، اغلب دارای چندین لایه کلسیفیکاسیون است.
لمپری ها دارای قوس های مهره ای ناپیوسته بدون جسم مهره ای هستند که در مهره داران بالاتر وجود دارد. ماهی هاگ‌ماهی ستون مهره‌ای واقعی ندارند، اما قوس‌های عصبی کوچکی در دم آن‌ها وجود دارد.

## دیگر مهره‌داران
ساختار مهره‌های انسان شبیه به پستانداران، خزندگان و پرندگان است، اما شکل بدن مهره ها متفاوت است. پستانداران معمولا دارای سطوح بالایی و پایینی صاف هستند، در حالی که خزندگان دارای سطح قدامی مقعر هستند. تغییرات حتی در یک گونه وجود دارد. خزندگان ممکن است دارای میان مرکزی ابتدایی، استخوان های هلالی شکل کوچک بین مهره ها و قوس های خونی باشند که از ماهیچه ها پشتیبانی می کنند. تعداد مهره های خزندگان بسیار متغیر است، به طوری که برخی از مارها چندین صد نفر دارند. در پرندگان، مهره‌های گردنی انعطاف‌پذیر هستند، در حالی که مهره‌های سینه‌ای تا حدی جوش خورده‌اند و مهره‌های خاجی با قسمت‌های دیگر ادغام می‌شوند تا سینساکروم و پیگوستایل را تشکیل دهند. در پستانداران، معمولاً هفت مهره گردنی وجود دارد که حدود بیست مهره دیگر بین مهره های سینه ای و کمری، سه تا پنج مهره خاجی و تا پنجاه مهره دمی تقسیم می شوند.